# Nephrochirus
Nephrochirus is een monotypisch geslacht van spinnen uit de  familie van de Oonopidae (dwergcelspinnen).

## Soort
- Nephrochirus copulatus Simon, 1910